# 2015-ös Formula Renault 3.5 brit nagydíj
A 2015-ös Formula Renault 3.5 brit nagydíjat szeptember 5. és 6. között rendezték. A pole-pozícióból Tio Ellinas és Matthieu Vaxivière indulhattak. Az első versenyt Tio Ellinas, míg a másodikat Oliver Rowland nyerte meg.

## Időmérők

### Első időmérő
| Poz. | #  | Versenyző                | Csapat                     | Idő        | Különbség |
| ---- | -- | ------------------------ | -------------------------- | ---------- | --------- |
| 1.   | 11 | Tio Ellinas              | Strakka Racing             | 1:41,858   |           |
| 2.   | 9  | Matthieu Vaxivière       | Lotus                      | 1:42,094   | + 0,236   |
| 3.   | 4  | Oliver Rowland           | Fortec Motorsport          | 1:42,184   | + 0,326   |
| 4.   | 3  | Jazeman Jaafar           | Fortec Motorsport          | 1:42,188   | + 0,330   |
| 5.   | 19 | Pietro Fantin            | International Draco Racing | 1:42,324   | + 0,466   |
| 6.   | 26 | Tom Dillmann             | Jagonya Ayama with Carlin  | 1:42,343   | + 0,485   |
| 7.   | 5  | Nicholas Latifi          | Arden Motorsport           | 1:42,487   | + 0,629   |
| 8.   | 1  | Nyck de Vries            | DAMS                       | 1:42,500   | + 0,642   |
| 9.   | 12 | Gustav Malja             | Strakka Racing             | 1:42,519   | + 0,661   |
| 10.  | 2  | Dean Stoneman            | DAMS                       | 1:42,524   | + 0,666   |
| 11.  | 6  | Egor Orudzhev            | Arden Motorsport           | 1:42,773   | + 0,915   |
| 12.  | 18 | Aurélien Panis           | Tech 1 Racing              | 1:42,892   | + 1,034   |
| 13.  | 16 | Beitske Visser           | AVF                        | 1:43,104   | + 1,246   |
| 14.  | 25 | Sean Gelael              | Jagonya Ayama with Carlin  | 1:43,380   | + 1,522   |
| 15.  | 20 | Bruno Bonifacio          | International Draco Racing | 1:43,494   | + 1,636   |
| 16.  | 15 | Alfonso Celis Jr.        | AVF                        | 1:45,545   | + 3,687   |
| 17.  | 40 | Will Bratt               | Pons Racing                | 1:45,806   | + 3,948   |
| 18.  | 39 | Philo Paz Patrick Armand | Pons Racing                | 1:46,030   | + 4,172   |
| 19.  | 10 | Nick Yelloly             | Lotus                      | Idő nélkül |           |
| 20.  | 17 | Roy Nissany              | Tech 1 Racing              | Idő nélkül |           |

### Második időmérő
| Poz. | #  | Versenyző                | Csapat                     | Idő      | Különbség |
| ---- | -- | ------------------------ | -------------------------- | -------- | --------- |
| 1.   | 9  | Matthieu Vaxivière       | Lotus                      | 1:39,828 |           |
| 2.   | 4  | Oliver Rowland           | Fortec Motorsport          | 1:40,408 | + 0,580   |
| 3.   | 10 | Nick Yelloly             | Lotus                      | 1:40,559 | + 0,731   |
| 4.   | 5  | Nicholas Latifi          | Arden Motorsport           | 1:40,612 | + 0,784   |
| 5.   | 19 | Pietro Fantin            | International Draco Racing | 1:40,656 | + 0,828   |
| 6.   | 11 | Tio Ellinas              | Strakka Racing             | 1:40,699 | + 0,871   |
| 7.   | 2  | Dean Stoneman            | DAMS                       | 1:40,731 | + 0,903   |
| 8.   | 1  | Nyck de Vries            | DAMS                       | 1:40,743 | + 0,915   |
| 9.   | 6  | Egor Orudzhev            | Arden Motorsport           | 1:40,820 | + 0,992   |
| 10.  | 3  | Jazeman Jaafar           | Fortec Motorsport          | 1:40,877 | + 1,049   |
| 11.  | 12 | Gustav Malja             | Strakka Racing             | 1:40,898 | + 1,070   |
| 12.  | 26 | Tom Dillmann             | Tech 1 Racing              | 1:41,005 | + 1,117   |
| 13.  | 18 | Aurélien Panis           | Tech 1 Racing              | 1:41,175 | + 1,347   |
| 14.  | 17 | Roy Nissany              | Tech 1 Racing              | 1:41,479 | + 1,651   |
| 15.  | 25 | Sean Gelael              | Jagonya Ayama with Carlin  | 1:41,676 | + 1,848   |
| 16.  | 20 | Bruno Bonifacio          | International Draco Racing | 1:41,804 | + 1,976   |
| 17.  | 15 | Alfonso Celis Jr.        | AVF                        | 1:41,958 | + 2,130   |
| 18.  | 16 | Beitske Visser           | AVF                        | 1:42,069 | + 2,241   |
| 19.  | 39 | Philo Paz Patrick Armand | Pons Racing                | 1:43,005 | + 3,177   |
| 20.  | 40 | Will Bratt               | Pons Racing                | 1:43,538 | + 3,710   |

## Futamok

### Első futam
| Poz. | #  | Versenyző                | Csapat                     | Idő/Különbség | Pont |
| ---- | -- | ------------------------ | -------------------------- | ------------- | ---- |
| 1.   | 11 | Tio Ellinas              | Strakka Racing             | 41:07,547     | 25   |
| 2.   | 4  | Oliver Rowland           | Fortec Motorsport          | + 8,025       | 18   |
| 3.   | 9  | Matthieu Vaxivière       | Lotus                      | + 9,017       | 15   |
| 4.   | 1  | Nyck de Vries            | DAMS                       | + 19,947      | 12   |
| 5.   | 26 | Tom Dillmann             | Jagonya Ayama with Carlin  | + 21,459      | 10   |
| 6.   | 12 | Gustav Malja             | Strakka Racing             | + 24,387      | 8    |
| 7.   | 6  | Egor Orudzhev            | Arden Motorsport           | +35,177       | 6    |
| 8.   | 5  | Nicholas Latifi          | Arden Motorsport           | + 35,563      | 4    |
| 9.   | 17 | Roy Nissany              | Tech 1 Racing              | + 39,122      | 2    |
| 10.  | 3  | Jazeman Jaafar           | Fortec Motorsport          | + 43,841      | 1    |
|      |    |                          |                            |               |      |
| 11.  | 19 | Pietro Fantin            | International Draco Racing | + 56,276      |      |
| 12.  | 40 | Will Bratt               | Pons Racing                | + 1:02,106    |      |
| 13.  | 15 | Alfonso Celis Jr.        | AVF                        | + 1 kör       |      |
| 14.  | 10 | Nick Yelloly             | Lotus                      | + 1 kör       |      |
| ki   | 16 | Beitske Visser           | AVF                        | Kiesett       |      |
| ki   | 20 | Bruno Bonifacio          | International Draco Racing | Kiesett       |      |
| ki   | 39 | Philo Paz Patrick Armand | Pons Racing                | Kiesett       |      |
| ki   | 2  | Dean Stoneman            | DAMS                       | Kiesett       |      |
| ki   | 18 | Aurélien Panis           | Tech 1 Racing              | Kiesett       |      |
| ki   | 25 | Sean Gelael              | Jagonya Ayama with Carlin  | Kiesett       |      |

### Második futam
| Poz. | #  | Versenyző                | Csapat                     | Idő/Különbség | Pont |
| ---- | -- | ------------------------ | -------------------------- | ------------- | ---- |
| 1.   | 4  | Oliver Rowland           | Fortec Motorsport          | 43:24,786     | 25   |
| 2.   | 9  | Matthieu Vaxivière       | Lotus                      | + 1,204       | 18   |
| 3.   | 19 | Pietro Fantin            | International Draco Racing | + 3,384       | 15   |
| 4.   | 2  | Dean Stoneman            | DAMS                       | + 4,056       | 12   |
| 5.   | 5  | Nicholas Latifi          | Arden Motorsport           | + 10,255      | 10   |
| 6.   | 6  | Egor Orudzhev            | Arden Motorsport           | + 14,166      | 8    |
| 7.   | 10 | Nick Yelloly             | Lotus                      | +15,776       | 6    |
| 8.   | 12 | Gustav Malja             | Strakka Racing             | + 22,536      | 4    |
| 9.   | 18 | Aurélien Panis           | Tech 1 Racing              | + 31,772      | 2    |
| 10.  | 25 | Sean Gelael              | Jagonya Ayama with Carlin  | + 31,938      | 1    |
|      |    |                          |                            |               |      |
| 11.  | 11 | Tio Ellinas              | Strakka Racing             | + 34,014      |      |
| 12.  | 15 | Alfonso Celis Jr.        | AVF                        | + 34,619      |      |
| 13.  | 16 | Beitske Visser           | AVF                        | + 39,690      |      |
| 14.  | 17 | Roy Nissany              | Tech 1 Racing              | + 40,105      |      |
| 15.  | 40 | Will Bratt               | Pons Racing                | + 40,404      |      |
| 16.  | 39 | Philo Paz Patrick Armand | Pons Racing                | + 50,302      |      |
| ki   | 26 | Tom Dillmann             | Jagonya Ayama with Carlin  | Kiesett       |      |
| ki   | 1  | Nyck de Vries            | DAMS                       | Kiesett       |      |
| ki   | 20 | Bruno Bonifacio          | International Draco Racing | Kiesett       |      |
| ki   | 3  | Jazeman Jaafar           | Fortec Motorsport          | Kiesett       |      |